# Ernst Ludwig Ganzert
Ernst Ludwig Ganzert (* 1961 in Jugenheim, Hessen) ist ein deutscher Filmproduzent.
Ernst Ludwig Ganzert studierte von 1982 bis 1989 Rechtswissenschaften in München und war dann als Rechtsanwalt tätig. 1996 kam er zum Filmunternehmen UFA in Potsdam-Babelsberg als Leiter des Bereichs Legal und Business Affairs. Seit 2001 ist er als Geschäftsführer bei der Produktionsgesellschaft Eikon tätig.
Zu seinen Arbeiten gehören überwiegend Fernsehfilme. Für den Dokumentarfilm Das Herz von Jenin wurde er 2010 mit dem Deutschen Filmpreis ausgezeichnet.

## Filmografie (Auswahl)
- 2002: Feldtagebuch – Allein unter Männern (Dokumentarfilm)
- 2004: Nachbarinnen
- 2005: Unter dem Eis
- 2008: Das Herz von Jenin (Dokumentarfilm)
- 2009: So glücklich war ich noch nie
- 2009: Hunger (Dokumentarfilm)
- 2010: Tatort: Hitchcock und Frau Wernicke
- 2013: Polizeiruf 110: Kinderparadies
- 2014: Let’s go!
- 2015: Tatort: Das Muli
- 2015: Herr Lenz reist in den Frühling
- 2016: Tatort: Dunkelfeld
- 2016: Sag mir nichts
- 2017: Katharina Luther
- 2017: So auf Erden
- 2018: Die Auferstehung
- 2020: Louis van Beethoven